# British Home Championship 1900
British Home Championship 1900 – siedemnasta edycja turnieju piłki nożnej między reprezentacjami z Wielkiej Brytanii. Tytułu broniła Anglia, ale straciła go na rzecz swojego odwiecznego rywala, Szkocji. Królami strzelców turnieju zostali Bob McColl oraz Alex Smith strzelając trzy bramki.

## Turniej
| 3 lutego 1900 | Szkocja · Wilson · Hamilton · Bell · Smith | 5 : 2 | Walia · Parry · Butler | Pittodrie, Aberdeen |
|               |                                            |       |                        |                     |

| 24 lutego 1900 | Walia · Parry · Meredith | 2 : 0 | Irlandia | The Oval, Llandudno |
|                |                          |       |          |                     |

| 3 marca 1900 | Irlandia | 0 : 3 | Szkocja · Smith · Campbell | Solitude Ground, Belfast |
|              |          |       |                            |                          |

| 17 marca 1900 | Irlandia | 0 : 2(0 : 2)Raport | Anglia · Johnson 12' · Sagar 16' | Lansdowne Road, Dublin Widzów: 8 000 Sędzia: John Marshall |
|               |          |                    |                                  |                                                            |

| 26 marca 1900 | Walia · Meredith 55' | 1 : 1(0 : 1)Raport | Anglia · Wilson 3' | Arms Park, Cardiff Widzów: 20 000 Sędzia: Thomas Robertson |
|               |                      |                    |                    |                                                            |

| 7 kwietnia 1900 | Szkocja · McColl 1' 25' 44' · Bell 6' | 4 : 1(4 : 1)Raport | Anglia · Steve Bloomer 35' | Celtic Park, Glasgow Widzów: 63 000 Sędzia: James Torrans |
|                 |                                       |                    |                            |                                                           |

## Tabela
| Msc. | Zespół   | M | W | R | P | Pkt+ | Pkt- | Pkt |
| ---- | -------- | - | - | - | - | ---- | ---- | --- |
| 1    | Szkocja  | 3 | 3 | 0 | 0 | 12   | 3    | 6   |
| 2    | Walia    | 3 | 1 | 1 | 1 | 5    | 6    | 3   |
| 2    | Anglia   | 3 | 1 | 1 | 1 | 5    | 6    | 3   |
| 4    | Irlandia | 3 | 0 | 0 | 3 | 0    | 7    | 0   |

## Strzelcy
3 gole
- Alex Smith
- Bob McColl

2 gole
- David Wilson
- Jack Bell
- Thomas Parry
- Billy Meredith

1 gol
- Bob Hamilton
- William Butler
- John Campbell
- Harry Johnson
- Charles Sagar
- Geoffrey Wilson
- Steve Bloomer